# Basiléopatôr

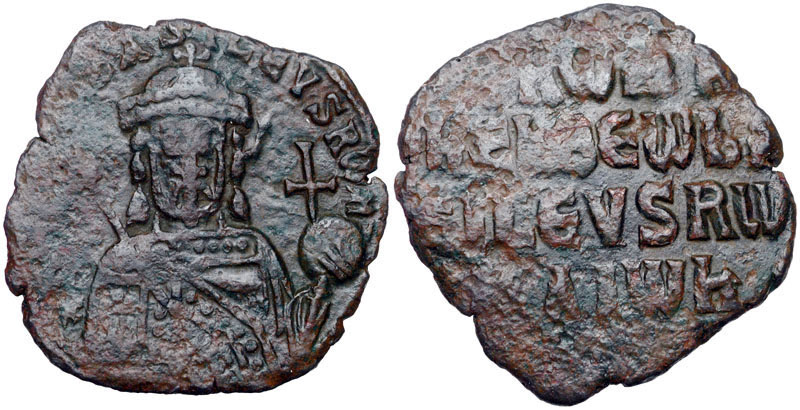
Follis en bronze de Romain Ier Lécapène, l'un des deux basileopatôr de l'histoire byzantine.

Basiléopatôr, (en grec byzantin βασιλεοπάτωρ / basileopátôr) littéralement « le père de l'empereur », est l'une des titres séculiers les plus élevés de l'Empire byzantin. C'est un poste exceptionnel car il n'a été occupé qu'à deux reprises dans l'histoire byzantine (le Kletorologion de Philothée qui dresse une liste des différentes dignités et fonctions byzantines inclut le basileopatôr parmi les dignités spéciales).

## Fonction
Son détenteur n'est pas le père biologique de l'empereur et bien que les fonctions exactes associées à ce poste restent obscures, il est généralement considéré qu'il équivaut à la fonction de régent en tant que gardien et tuteur du jeune empereur,. Cependant, une autre interprétation a été proposée par A. Schmink basée sur l'orthographe alternative de basileiopatôr trouvée sur des sceaux contemporains et dans l'hagiographie de la Vie de Théophano et qui devrait être privilégiée. Le titre pourrait alors être traduit par le « père du palais », ce qui corrobore l'idée que son détenteur agit comme principal conseiller de l'empereur sans impliquer l'idée d'un quelconque tutorat envers lui.

## Histoire
Le titre est créé entre août 891 et mai 893 par l'empereur Léon VI le Sage pour Stylianos Tzaoutzès, le père de Zoé Tzaoutzina, la maîtresse de longue date puis seconde épouse de Léon. Ce titre vient s'ajouter à celui de magistros que détient déjà Stylianos ainsi qu'à sa position de logothète du drome. De ce fait, par cet acte et selon l'interprétation traditionnelle, Léon transmet formellement les rênes de l'empire aux mains de Tzaoutzès jusqu'à la mort de ce dernier en 899,. Néanmoins, la plupart des historiens contemporains ont émis des doutes quant à l'idée d'un basileopatôr tout puissant. Ainsi, ils mettent en évidence des éléments pour démontrer le contrôle effectif de Léon sur le gouvernement de l'empire. Quoi qu'il en soit, ce titre place Stylianos Tzaoutzès au sommet de la bureaucratie civile, juste derrière l'empereur en personne.
Le titre est remis au goût du jour en 919 pour l'empereur Romain Ier Lécapène après qu'il a marié sa fille Héléna à l'empereur Constantin VII. Toutefois, l'année d'après, il est élevé à la dignité de césar et après quelques mois, à celle de coempereur,. Par la suite, le titre de basileopatôr n'est plus utilisé sauf dans un contexte littéraire. Ainsi, Syméon Métaphraste qualifie de façon anachronique Arsène de Scété de basileopatôr car il est le tuteur d'Honorius et d'Arcadius, les fils de l'empereur Théodose Ier. Enfin, des partisans de l'empereur Michel VIII Paléologue tentent de réhabiliter ce titre en 1259 quand Michel est nommé régent du jeune Jean IV Lascaris, mais cette tentative n'aboutit qu'à écarter du trône le jeune Lascaris. Enfin le titre est utilisé une dernière fois pour honorer Jean VI Cantacuzène couronné coempereur avec son beau-fils Jean V Paléologue en 1347.